# Malte von Schimmelmann
Malte Benjamin Freiherr von Schimmelmann (* 1. April 1859 in Petersdorf; † 8. Juli 1916 in Kiel) war ein deutscher Vizeadmiral der Kaiserlichen Marine und Marineattaché.

## Leben
Malte von Schimmelmann entstammte der Familie Schimmelmann und war ein Sohn von Adolph von Schimmelmann, Rittmeister a. D. und Gutsbesitzer, und Friederike, geb. von der Lancken-Wakenitz.
Malte von Schimmelmann trat am 17. April 1875 in die Kaiserliche Marine ein, nachdem er als Kadett in Oranienstein und Berlin gewesen war. Als Kapitänleutnant (Beförderung am 25. März 1890) war er 1894 Führer der 3. Kompanie der I. Torpedoabteilung und zugleich Kommandant von D 3.
Vom 1. Oktober 1898, als Nachfolger von Eugen Kalau vom Hofe, bis 14. Juni 1903 war er als Korvettenkapitän Marineattaché des Nordischen Reichs mit dem Dienstsitz in St. Petersburg, wurde in dieser Position zum Kapitän zur See befördert und erhielt zeitgleich weitere Kommandierungen. So war er im Mai/Juni 1900 kurz Kommandant der Odin und von Ende Juli bis Ende September 1900, eine erneute Indienststellungsphase des Schiffes, Kommandant der Heimdall.
Ab 1903 war er militärischer Begleiter des Prinzens Adalbert von Preußen, welches er bis 1907 blieb und hatte zusätzlich weitere Kommandierungen. So war er vom 29. November 1903 bis zur Außerdienststellung am 12. Mai 1905 Kommandant der Hertha in Ostasien und 1906/07 Kommandant der Preußen. Am 27. Januar 1908 wurde er Konteradmiral und war 1909 Oberwerftdirektor der Kaiserlichen Werft Danzig.
Am 19. November 1910 wurde er mit dem Charakter als Vizeadmiral ausgezeichnet.
Von Januar 1916 bis zu seinem Tod war er Kommissar beim Prisengericht in Kiel.
Am 24. April 1889 heiratete er Adele Bichel.